# Corynactis gracilis
Corynactis gracilis är en korallart som beskrevs av John Keith Marshall Lang Farquhar 1898. Corynactis gracilis ingår i släktet Corynactis och familjen Corallimorphidae. Inga underarter finns listade i Catalogue of Life.